# La Haciendita del Espíritu Santo
La Haciendita del Espíritu Santo är en ort i Mexiko.   Den ligger i kommunen Ocampo och delstaten Durango, i den centrala delen av landet, 1 000 km nordväst om huvudstaden Mexico City. La Haciendita del Espíritu Santo ligger 1 700 meter över havet och antalet invånare är 183.
Terrängen runt La Haciendita del Espíritu Santo är kuperad västerut, men österut är den platt. La Haciendita del Espíritu Santo ligger nere i en dal. Runt La Haciendita del Espíritu Santo är det mycket glesbefolkat, med 2 invånare per kvadratkilometer. Närmaste större samhälle är Villa Ocampo, 8,3 km nordväst om La Haciendita del Espíritu Santo. Trakten runt La Haciendita del Espíritu Santo består till största delen av jordbruksmark.